# Fyrkantserien
A Fyrkantserien, más alakban Fyrväpplingstävlingen vagy Serien Stockholm-Göteborg egy rövid életű labdarúgó-bajnokság volt Svédországban.

## Győztesek
| Szezon | Győztes          | Második    |
| ------ | ---------------- | ---------- |
| 1918   | IFK Göteborg (1) | Örgryte IS |
| 1919   | IFK Göteborg (2) | Örgryte IS |

## Legsikeresebb csapatok
| Címek | Klub         |
| ----- | ------------ |
| 2     | IFK Göteborg |